# Piraquê (empresa)
A Piraquê é uma empresa de alimentos brasileira sediada na cidade do Rio de Janeiro.

## Histórico
Começou suas atividades nos anos 1950, na cidade do Rio de Janeiro, bairro de Turiaçú. A inauguração da fábrica de biscoitos foi em 1953 produzindo biscoitos salgados. Em 1966, surgiu um dos maiores sucessos da empresa: o roladinho goiabinha. Com o passar dos anos, a empresa se diversificou, colocando no mercado margarinas, massas e vários tipos de biscoitos doces e salgados, mas desde 2013, passou-se a inovar no mercado, como a batata carioca e o refresco.
Em 29 de Janeiro de 2018, a empresa alimentícia M. Dias Branco comprou a Piraquê por 1,55 bilhão de reais. Em 19 de março de 2018, o CADE homologou a compra.

## Etimologia
"Piraquê" é um termo de origem tupi que significa "entrada de peixe", através da junção dos termos pirá ("peixe") e iké ("entrar").